# Ursula Gauthier
Œuvres principales
Vent et poussière
 Le Volcan chinois
Ursula Gauthier est une journaliste et écrivaine française, spécialiste de la Chine, du Tibet et de l'Arménie. 
En 1998, elle publie Le Volcan chinois : dans les entrailles du Grand Dragon pour lequel elle reçoit le prix Auguste Pavie. En 2002, Ursula Gauthier est lauréate du prix Louis Hachette pour son traitement du dossier du sang contaminé au Henan en Chine. Depuis 2009, elle fait notamment partie de la rédaction de l'hebdomadaire L'Obs. 
Le 31 décembre 2015, Ursula Gauthier est expulsée, de facto, de Chine à la suite d'un article de presse, publié le 18 novembre sur le site internet de L'Obs et ayant déplu aux autorités chinoises.  Ces dernières lui reprochent d'avoir défendu de «manière flagrante des actes terroristes » dans la province chinoise du Xinjiang.  Ursula Gauthier affirmant que la violence des Ouïghours avait pour cause la politique de la Chine à l'égard de ses minorités ethniques.

## Biographie
Ursula Gauthier a été journaliste du magazine Elle. Elle vit 10 ans en Chine, de 1979 à 1989 et pratique le mandarin qu'elle a étudié à l'université de Pékin,.  En 1999, elle est embauchée par Le Nouvel Observateur, d'abord au service Dossiers, puis nommée grand reporter au service Etranger, spécialiste en particulier de la Chine, du Tibet et de l'Arménie,. Elle se déplace régulièrement dans les régions tibétaines et au Xinjiang, où des oppositions aux autorités chinoises sont « réprimées ». Elle est, de 2009 à 2015, correspondante permanente de L'Obs à Pékin. Après son expulsion de Chine, elle assume la fonction de rédactrice en chef des "Hors-Série de L'Obs", de 2017 à 2020. Puis, à partir de 2020, elle prend la direction du service Etranger, jusqu'à son départ du Nouvel Obs en 2025.

## Expulsion de Chine
Son visa de presse ne lui était toujours pas renouvelé le 24 décembre 2015 après un article critique expliquant que la solidarité de la Chine avec la France à propos des attentats du 13 novembre à Paris n'était pas dénuée de l'arrière-pensée d'établir un amalgame entre la lutte contre le terrorisme international et la répression contre la minorité ouïghoure, dans le Xinjiang. Le 18 septembre 2015, un groupe de ouïghours, armés de couperets et d'armes blanches, avaient tué des douzaines de mineurs Han travaillant dans une mine de charbon de la région d’Aksou. La chasse à l'homme engagée par la police s'était soldée par la mort de 28 des assaillants. La nouvelle ne fut divulguée qu'en novembre, après les attentats de Paris. Alors que pour la Chine ce massacre est un acte de terrorisme, Ursula Gauthier déclare que ce qui s'est passé au Xinjiang n'a rien de commun avec les attentats parisiens, affirmant que la violence des Ouïghours avait pour cause la politique de la Chine à l'égard de ses minorités ethniques.
La dernière journaliste expulsée de Chine est Melissa Chan en 2012, celle-ci  travaillait pour la chaîne de télévision Al Jazeera. Ursula Gauthier a reçu le soutien d'organisations de défenses de la liberté de la presse dont Reporters sans frontières. Par ailleurs, le porte-parole du ministère des Affaires étrangères français indique : « Nous sommes attentifs à la situation de Mme Ursula Gauthier. Nous espérons qu'une solution satisfaisante pour toutes les parties puisse être rapidement trouvée. La France est attachée au libre exercice par les journalistes de leur métier partout dans le monde. »,,. Ursula Gauthier estime qu'il s'agit : « Après la mise au pas générale de la presse chinoise » depuis l'arrivée au pouvoir de Xi Jinping en 2012, d'« intimider les correspondants étrangers, notamment sur les questions concernant les minorités, particulièrement au Tibet et au Xinjiang ». Le quotidien Global Times (proche du Parti communiste chinois), après avoir réalisé un sondage sur son site internet, annonce que 94,5 % des chinois sont favorables à l'expulsion de la journaliste. Faute de traduction dans son intégralité, la majorité des Chinois n'ont pas lu l'article et la version française est inaccessible en Chine. Une quarantaine de professionnels des médias français lui apportent leur soutien ainsi que les syndicats français de journalistes (SNJ, SNJ-CGT, CFDT-Journalistes, membres de la FIJ/FEJ), indignés par les méthodes utilisées par Pékin.
La sinologue Marie Holzman a pris aussi la défense de la journaliste, se rangeant à son avis que le gouvernement chinois fait l'amalgame entre les attentats violents et meurtriers commis au Xinjiang et ceux de Paris. Pour elle, les attentats de la gare de Kunming, de la place Tiananmen ou de la mine de Sogan sont non pas « le fait d’une mouvance islamique organisée qui se référerait à une idéologie prônant la fin de la civilisation occidentale [...] » mais celui « de mouvements d’exaspération ou de résistance aux innombrables brimades dont est victime la population ouïghoure, turcophone, majoritairement musulmane [...] » (en 2015, entre autres, interdiction du port du voile pour les femmes ou de la barbe pour les hommes, fonctionnaires ouïghours tenus de ne pas respecter le jeûne du ramadan, interdiction de donner certains prénoms inspirés du Coran). « C'est bien parce qu'Ursula Gauthier a fait la différence entre terrorisme et résistance que le gouvernement chinois s'est mis en rage », déclare-t-elle.

## Accueil critique
En 1998, la journaliste sinologue publie chez Denoël Le Volcan chinois, ouvrage sur la Chine post-maoïste. La perspective d'une Chine première puissance au XXIe siècle est, aux yeux d'Ursula Gauthier, loin d'être assurée : contre les nouveaux riches à la tête de fortunes colossales, « la révolte gronde de toutes parts ». Le démographe Jean-Claude Chesnais considère Le Volcan chinois comme un « ouvrage essentiel, décapant, documenté » dont la lecture permet de décrypter le monde chinois.
Marie-Jeanne Marti trouve « scandaleux » « le dossier du Nouvel Observateur, sous la plume d'Ursula Gauthier à la suite de la sortie du Livre noir de la psychanalyse. La journaliste », écrit-elle, « y produit un amas grisâtre, vague résumé du livre, ne donnant ni tort ni raison à personne en terminant son dossier par une sage joute oratoire de deux universitaires des camps adverses ».

## Publications

### Ouvrages en propre
- Vent et poussière, 368 pages, collection Romans français, Denoël, 1995  (ISBN 2207243591).
- Le Volcan chinois : dans les entrailles du Grand Dragon, 304 pages, collection Documents actualité, Denoël, 1998  (ISBN 2207244156)[21].

### Collaborations
- Xavier Emmanuelli en collaboration avec Ursula Gauthier, Out : l'exclusion peut-elle être vaincue?, Laffont, 2003,  (ISBN 2221099842 et 9782221099841)
- David Servan-Schreiber en collaboration avec Ursula Gauthier, On peut se dire au revoir plusieurs fois, Laffont, 2011,  (ISBN 9782221127049 et 2221127048)
- Maude Julien en collaboration avec Ursula Gauthier, Derrière la grille, Stock, septembre 2014,  (ISBN 978-2-234-07713-3)

### Dossiers
- Le Mortel Business des seigneurs du sang, publié dans Le Nouvel Observateur  en avril 2002.
- Psy ou médicaments : Comment choisir, dossier de 9 pages publié dans Le Nouvel Observateur, n° 2 093, du 16 janvier 2005[22].
- Faut-il en finir avec la psychanalyse ?, dossier de 9 pages publié dans Le Nouvel Observateur, n° 2130, du 1er septembre 2005, pp. 10-12 (OCLC 420218905) (voir aussi Correspondance au sujet du livre noir de la psychanalyse, sur le site recalcitrance.com)

## Filmographie
- Les Yeux neufs de l'Arménie (documentaire télé) coréalisé avec Michaëla Watteaux en 1995.
- Et BB créa la femme (documentaire télé) coréalisé avec Michaëla Watteaux en 1996.
- La Fracture chinoise (documentaire télé)  26 min, Gédéon Programmes Auteur du documentaire diffusé sur Arte en 2008.
- Chine, vaincre sans combattre, co-auteur avec Antoine Roux, documentaire, 26 min, Gédéon Programmes 2008, diffusé sur Arte en 2008[23].

## Récompenses
- En 1998, Ursula Gauthier reçoit le prix Auguste-Pavie de l’Académie des sciences d'outre-mer pour son ouvrage Le Volcan chinois.
- En  2002, elle est lauréate du prix Louis Hachette pour son traitement du dossier du sang contaminé au Henan en Chine[24].

## Vidéos
- Vidéos d'Ursula Gauthier

## À voir